# Salomona papuasica
Salomona papuasica är en insektsart som beskrevs av Willemse, C. 1961. Salomona papuasica ingår i släktet Salomona och familjen vårtbitare. Inga underarter finns listade i Catalogue of Life.